# Tadeusz Gerstenkorn
Tadeusz Jan Gerstenkorn (ur. 7 lutego 1927 w Łodzi, zm. 25 grudnia 2021) – polski matematyk, prof. dr hab.

## Życiorys
W 1961 obronił pracę doktorską, w 1983 otrzymał stopień doktora habilitowanego, W 1987 uzyskał tytuł profesora nadzwyczajnego. Został zatrudniony na stanowisku profesora w Wyższej Szkole Kupieckiej w Łodzi, oraz w Katedrze Teorii Prawdopodobieństwa i Statystyki na Wydziale Matematyki Uniwersytetu Łódzkiego.
Był członkiem Polskiego Towarzystwa Matematycznego.
Zmarł 25 grudnia 2021.